# Battle Realms: Winter of the Wolf
Battle Realms: Winter of the Wolf là bản mở rộng của trò chơi máy tính thuộc thể loại chiến lược thời gian thực Battle Realms, được phát triển bởi Liquid Entertainment và do Crave Entertainment và Ubisoft phát hành. Game đã được công bố vào ngày 7 tháng 7 năm 2002 và phát hành vào ngày 5 tháng 11 năm 2002.

## Cốt truyện
Câu chuyện bắt đầu với Grayback, người thừa kế ngai vàng cuối cùng của tộc Wolf (Sói), giải thích rằng hồi xưa đời sống của gia tộc họ rất yên ấm trên một hòn đảo nằm giữa biển và tách biệt hẳn với lục địa Battle Realms trước khi giông tố đến và nhấn chìm hòn đảo thiên đường của họ. Toàn tộc thoát khỏi cái chết nhờ các nữ phép thuật của họ ra lệnh sử dụng báu vật thiêng liêng nhất của tộc này là sọ con sói trắng, được vật tổ của gia tộc họ là sói trắng ban cho.
Hộp sọ liền tỏa sáng và dịch chuyển họ đến lãnh thổ của lục địa Battle Realms, nơi đây tuy lạ lẫm nhưng rất màu mỡ và xinh đẹp và cũng là nơi có hai gia tộc lớn khác sống lâu năm trên lục địa là tộc Serpent (Rắn) và Lotus (Hoa Sen) chào đón họ như là đồng minh mặc dù sự thật các gia tộc này là những gia tộc xấu xa, nhưng tiếc là tộc Wolf lại tin tưởng nhầm bọn chúng. Nghĩ rằng cuộc sống của mình giờ đây sẽ phần nào đơn giản và tốt đẹp lần nữa nhưng họ không biết được là lãnh chúa Zymeth của tộc Lotus đã thực hiện một thỏa thuận với hoàng đế nhà Oja của gia tộc Serpent dẫn quân đột kích tộc Wolf. Serpent và Wolf dù đã có hiệp ước liên minh để phục vụ thương mại về việc trao đổi, mua bán lương thực nhưng tộc Serpent cũng không có thiện cảm với tộc Wolf vì tộc Wolf có rất nhiều công trình kì dị và các phong tục khác lạ nên nghĩ rằng tộc Wolf là những con người man rợ nên tộc Serpent đã ra vẻ làm ngơ mặc cho tộc Lotus đốt cháy thị trấn và giết người của họ, dù nhiều người dân của tộc Wolf đã cố gắng kháng cự nhưng đành chịu thất bại, đa số những người sống sót của cuộc chiến đã trở thành nô lệ trong các mỏ đá phiến sét của Lotus, chỉ có rất ít người tộc Wolf trốn thoát được vào rừng đầm lầy cùng với các nữ phép thuật để tìm cách giải cứu tộc mình. Kể từ đó Grayback ra sức chỉ dạy cho các thợ mỏ đồng bào của mình về binh pháp và luyện tập trong sự bí mật, dẫn dắt họ nổi dậy và đấu tranh cho tự do nhằm thoát khỏi sự kìm kẹp của mụ Yvaine (bà chủ hầm mỏ) và cũng là người tình của Zymeth. Grayback còn phải tấn công cả tên quản ngục Budo tàn ác của tộc Serpent và tiêu diệt những con yêu tinh nhện bên trong hầm mỏ.
Grayback và một số nô lệ đã có cơ hội trốn thoát khỏi chế độ nô lệ từ các mỏ đá phiến sét, thiết lập trang bị mới, cùng với quân tiếp viện do Longtooth, người bạn cũ của Grayback chỉ huy. Với sự trốn thoát thành công của Grayback và dòng tộc của anh, họ tuyển mộ các chiến hữu trong gia tộc để hỗ trợ cuộc chiến của mình. Chẳng mấy chốc họ tập hợp lại xung quanh các quân doanh khác nhau của Lotus và Serpent và lần lượt tiêu diệt chúng. Sau khi đã thành công giải phóng tộc Wolf xong thì Grayback và tộc Wolf đã xây dựng lại gia tộc và vẫn phải chiến đấu trước sự báo thù của Lotus và Serpent cho đến khi Lotus và Serpent cũng xung đột và tấn công lẫn nhau cùng với sự xuất hiện trở lại của Kenji's (hoàng tử của nhà Oja cai trị tộc Serpent đã chạy trốn vài năm trước do bị vu oan giết cha). Thời khắc Kenji's trở về cũng sẽ trở thành thời khắc thay đổi cả vùng lục địa Battle Realms. Kenji's vừa là một người có khí phách của một anh hùng nhưng cũng vừa là một người có tính cách nóng nảy và có phần hung bạo khi chiến đấu nên trong tâm hồn Kenji's vừa tồn tại cả cái tốt lẫn cái xấu rất mạnh mẽ. Nếu Kenji's đi theo con đường của tộc Dragon (Rồng) oai hùng ngày xưa tiêu diệt tàn quân tộc Serpent cũ và tiêu diệt luôn tộc Lotus thì tộc Wolf sẽ được bình an vì tộc Dragon tôn vinh sự chính nghĩa và để cho tộc Wolf tự do. Nếu Kenji's vẫn đi theo con đường của tộc Serpent xấu xa hiện tại thì tộc Serpent sẽ tiêu diệt tộc Wolf cũng như cai trị luôn tộc Lotus.

## Đón nhận
Battle Realms: Winter of the Wolf chủ yếu nhận được sự đánh giá hỗn hợp. So với công tác tiếp thị của công ty game khác, Battle Realms thiếu sự quảng bá phương tiện truyền thông có nghĩa là trò chơi đã tương đối không được sự chú ý từ cộng đồng game thủ. Winter of the Wolf được đóng gói với phiên bản gốc với giá $30. Ngoài ra game cũng được bày bán riêng.